# Fort Leavenworth
Fort Leavenworth er en vigtig amerikansk militærstation på vestbredden af Missouri River i Leavenworth County, Kansas, og har været det siden 1827.
Fortets virke i felten knyttede sig især til USA's ekspansion vestpå og krigen mod Mexico. Aktivt under borgerkrigen. Fortets beliggenhed ved en stor flodvej midt på det nordamerikanske kontinent gjorde det til et naturligt hovedkvarter for forskellige hær-enheder og regerings-organer. Endvidere depot og forsyningssted for forter på afsides steder. Centrum for traktat-forhandlinger med et par indianerstammer i 1830erne.:367 og 468  De sorte kavalerister i det berømte 10. kavaleri-regiment modtog deres første træning her i 1866. Siden 1875 har fortet – med pauser - rummet et nationalt militærfængsel.
I 1881 skiftede Fort Leavenworths rolle til navnlig at være en fremstående undervisnings-institution for forskellige dele af hæren og – med små afbrydelser - er fortet det stadig.:128  Officers-aspiranter fra andre lande har haft mulighed for at deltage i undervisningen siden 1894. Af danskere findes Christian Vegger, Søren Lyder Jacobsen og Mogens Rosenløv.
Personligheder som William T. Sherman, George Armstrong Custer, Nelson A. Miles, Stephen W. Kearny, nez percé høvding Joseph, George Catlin,:7  Maximilian zu Wied,:205  George C. Marshall, William Mitchell, Douglas MacArthur, George S. Patton,:  Dwight D. Eisenhower, Omar N. Bradley og mange flere kendte navne dukker op i historien om Fort Leavenworth.
Fortet blev optaget som et Registered National Landmark i 1961. Militærstationen er det ældste konstant bemandede amerikanske fort vest for Mississippi River.
I 2023 var fortet hjemsted for U.S. Army Combined Arms Center, United States Disciplinary Barracks, Mission Command Training Center og The Command and General Staff College.

## Fort Leavenworth
Byggeriet blev påbegyndt i maj 1827 af fire kompagnier fra 3rd United States Infantry under ledelse af oberst Henry Leavenworth. Militærkomplekset med en central, åben plads hed Cantonment Leavenworth,:285  indtil det fik sit blivende navn i (sandsynligvis) 1832.:289  Fortet lå i et område afstået af kansa stammen i 1825.:106 
Fortet blev udvidet med et hospital, kvarterer til både de menige og officererne samt stalde i 1828. Malaria ramte mændene, så de måtte forlade fortet til fordel for Jefferson Barracks, Missouri, i maj 1829. Bygningerne stod tomme til efteråret, da det 6. infanteri-regiment rykkede ind i dem.
Fortet var uden en palisade og opstillede kanoner, hvorfor en menig i 1863 beskrev stedet mere som en soldaterby end et militært fæstningsanlæg.:37 
Nye bygninger kom jævnligt til, så fortet havde plads til seks kompagnier eller over 500 mand i 1870.:52  Nogle strukturer var træhuse, mens f.eks. hospitalet var en murstensbygning i to etager med 33 sengepladser. I fortet fandtes et vaskeri, et bageri, et forrådskammer, et depot, små værksteder, et postkontor og en telegrafstation, en skole, et kapel osv. Vand fra Missouri River blev pumpet op i et højtliggende reservoir med en damp-pumpe og ledt videre til bl.a. fortets stalde. Ellers hentede mændene vand i floden med en vandvogn. Alt affald røg i Missouri River.:286  Jernbanelinjen Leavenworth & Fort Leavenworth Rail Road gik lige forbi fortet, og toget gjorde holdt ved det.:52 
Fortet fik tildelt ansvaret for militærets nye central-fængsel i 1874, og næste år kunne det tage imod fanger. De indsatte fristede livet i nogle af fortets ombyggede bygninger, først omgivet af et plankeværk og siden en stenmur.
Stedet fik bl.a. et nyt auditorium samt en svømmehal i starten af 1920erne. Af æstestiske grunde skabte man en kunstig sø tæt ved fortets Grant Avenue. En 600 meter lang landingsbane kom til i 1923.
Mens Anden Verdenskrig rasede, omskabtes fortets ridehal og andre egnede bygninger til undervisningslokaler for at kunne uddanne nok personel.
Af siden fuldførte bygge-projekter kan nævnes Munson Army Hospital, der stod klar i 1961.

## Glimt af fortets historie

### År 1827 til 1850
1827: Sidst i oktober flyttede 14 officerer og 174 menige fra en teltlejr og ind i fortets første træ- og barkkonstruktioner. Hovedkvarter for Upper Missouri Indian Agency frem til 1839.:127 
1829: Mænd fra fortets 6. infanteri fulgte et vogntog på Santa Fe Trail halvvejs til Mexico som beskyttelse mod angreb fra indianere.
1832: George Catlin opholdt sig i fortet i flere uger:473  og malede bl.a. et par portrætter af kansaer.:139 
1833: I april konfiskerede fortet whisky om bord på hjuldamperen Yellowstone, som American Fur Company prøvede at smugle op til sine handelsstationer højere oppe ad Missiori River. (USA havde forbudt indførsel af stærke drikke brugt til handel med indianerne bl.a. ved Upper Missouri River i maj 1822.):26  Maximilian zu Wied klagede, at det var med meget besvær, han fik lov til at beholde lidt alkohol til at konservere sine indsamlede eksempler af dyr i.:205 
1835: Oberst Henry Dodge gennemførte en ekspedition over prærien vestpå med dele af det 1. dragon-regiment, der havde erstattet infanteristerne i fortet året før.
1840: Fortets dragoner, ledet af Nathan Boone, førte efter ordre missouriaer i Missouri tilbage til deres eget territorium i Nebraska, efter at de havde slagtet nogle nybyggeres kvæg for ikke at sulte om vinteren.:131 
1840erne: Faste floddamper-ruter op til Fort Leavenworth gjorde dette til et populært startsted for tusindevis af nybyggere på vej vestpå ad Santa Fe Trail.:8 
1846: Fortet skrev sig ind i amerikansk bevidsthed. da dets tre-delte ”Army of the West” under ledelse af henholdsvis Stephen Kearny, Alexander Doniphan og Sterling Price indtog Santa Fe og andre byer under krigen mod Mexico. Mormon-bataljonen på ca. 500 mænd fra mormon-lejrene i Iowa havde tilsluttet sig hæren i Fort Leavenworth i juli, mod at Brigham Young og resten af de religiøse emigranter fik tilladelse til at oprette midlertidige lejre vest for Missouri River på deres vej til Great Salt Lake, Utah.:43 
1849: Fort Leavenworth blev samlingspunkt for mange emigranter og guldgravere, inden de begav sig vestpå ad Oregon Trail i organiserede vogntog.:68 

### År 1850 til 1900
1854: Den 6. maj afstod forflyttede delawarer deres land umiddelbart vest for Fort Leavenworth.:614  Inden traktaten var godkendt i Washington D. C., og delawarerne havde modtaget betaling for jorden som aftalt, rykkede flere nybyggere ind i området for bl.a. at grundlægge byen Leavenworth. Protester fra stammen resulterede i ordrer til fortet om at fjerne nybyggerne. Inden militæret gik i aktion, fik by-grundlæggerne tid til at forsikre delawarerne om, at løfterne i traktaten ville blive overholdt, hvorpå roen var genoprettet.
1855: William S. Harney drog ud fra Fort Leavenworth for at gennemføre hærens sommer-operationer mod lakotaer i South Dakota og Nebraska efter Grattan-episoden. Han udførte et blodigt angreb på en brule lejr ved Ash Hollow (Blue Water Creek).:57  Høvding Spotted Tail førtes som fange til Fort Leavenworth og blev frigivet i maj året efter.:xviii  Løjtnant Gouverneur K. Warren var tilknyttet Harneys stab og udforskede og kortlagde dele af terrænet i Dakota territoriet i forbindelse med sommerens ”Sioux ekspedition”.:41 
1861: Militærstationen tjente navnlig unionen under borgerkrigen ved at optage og uddanne frivillige fra Kansas. Fra 1862 og krigen ud stod frivillige tropper fra Kansas, Colorado, Illinois og Wisconsin for forsvaret af fortet, der aldrig kom under beskydning.
1862: Fra 1862 og indtil 1890 hovedkvarter for hærens Department of the Missouri (der omfattede staterne Illinois, Missouri og Kansas samt Colorado -, New Mexico - og Indianer-territoriet og endelig Fort Elliot i Texas).:51 
1866: Oberst Benjamin H. Grierson kom til Fort Leavenworth i september for at rekruttere og uddanne sorte kavalerister til et nyoprettet 10. kavaleri-regiment.:14  Dette rykkede videre til nabofortet Fort Riley det følgende år, da Fort Leavenworths generalmajor William Hoffman var racist og modarbejdede projektet med at integrere frie sorte i hæren.
1868: Fortets gennemsnitlige styrke var på 501 mand. I årets løb havde hospitalet 763 indlæggelser, især af patienter med katar-lignende sygdomme eller malaria, men også soldater med diarre eller kønssygdomme søgte hjælp.:287 
1870erne: Det 7. kavaleri-regiment havde vinterkvarter i fortet flere gange i 1870erne.
1876: Det nye militærfængsel fra 1875 havde 332 fanger bevogtet af 75 vagter. Nez Percé høvding Joseph og hans 300 tilhængere blev interneret på et åbent område i fortet, til de blev sendt videre til Indianer-territoriet næste år.
1881: The School of Application for Infantry and Cavalry (siden kaldt U.S. Infantry and Cavalry School) blev oprettet.
1890: Ved lukningen af Fort Laramie, Wyoming, blev de jordiske rester af sekondløjtnant John L. Grattan ført til Fort Leavenworths militære begravelsesplads.:24 
1898: Frem til 1902 deltog mange regimenter i den spansk-amerikanske krig samt under den Filippinske-Amerikanske krig. Den 24. april 1898 husede Fort Leavenworth kun 39 soldater.

### År 1900 til 1985
1902: Frem mod 1910 underviste fortet gradvist i flere specialer, samlet under Army Service School. I 1910 eksisterede School of the Line (indtil 1907 kendt som U.S. Infantry and Cavalry School), Signal and Field Engineer School, Army Field Service School samt Correspondence School for Medical Officers. Udvalgte studerende fortsatte et år mere i fortets Army Staff College.
1913: Meget af fortets bemanding blev trukket væk og sat i beredskab til en mulig konflikt ved den mexicanske grænse. Tre år senere deltog også fortets tilbageblevne 5. kavaleri-regiment i kampagnen mod Pancho Villa.
1916: Army Service School lukkede for undervisning. Hæren var krævet i Mexico og efter april 1917 i Europa, da USA kastede sine tropper ind i Første Verdenskrig.
1919: Army Service School åbnede igen.
1921: Marskal Ferdinand Foch besøgte fortet. En række renoveringer og nybyggerier gjorde militærstationen mere tidssvarende. Stedets nye Publication Division lancerede en fjern-undervisning af navnlig reservister ved hjælp af korrespondancekurser.
1922: The School of the Line ændrede titel til The Command and General Staff School.
1931: Det 10. kavaleri-regiment kom endelig tilbage til fortet, hvor det var blevet organiseret i 1866. Søndagene forløb traditionelt med polo-kampe, til tider mod spillere fra militærstationerne Fort Riley og Fort Sill, Oklahoma.
1933: Fort Leavenworth fik et nyt og civilt ansvarsområde, da det udnævntes til Headquarters of the Missouri-Kansas District of the Civilian Conservation Corps. Som et tiltag mod 1930ernes økonomiske nedtur og arbejdsløshed deltog det civile korps i forskellige offentlige hjælpeprogrammer og plantede bl.a. tusindevis af træer og buske på terrænet omkring fortet.
1939: Den truende udvikling i Europa satte Command and General Staff School under pres. Dets krigs-kurser blev komprimeret, og den daglige undervisningstid steg for det øgede antal elever i den hurtigt voksende amerikanske hær.
1942: For at holde trit med Anden Verdenskrigs moderne krigsførelse introducerede fortet uddannelser for personel i de nyoprettede Army Ground Forces, Services of Supply (siden kaldt Army Service Forces) og Army Air Forces.
1945: I løbet af sommeren henrettede fortet 14 tyskere, der under deres ophold i forskellige interneringslejre havde myrdet andre krigsfanger.
1946: I maj havde Fort Leavenworths instruktører og undervisere ført mere end 19.000 officerer igennem militærskolens krigs-kurser.
1947: Undervisnings-institutionen skiftede navn til The Command and General Staff College.
1948: Præsident Harry Truman beordrede Fort Leavenworths militærfængsel til at stoppe dets raceadskillelses-praktik i spisesalen efter et oprør startet af de sorte fanger året før. Vagterne havde anvendt både vandstråler og tåregas for at få kontrol over stedet.
1950erne: Eleverne i Fort Leavenworth havde total atomkrig såvel som begrænset krigsførelse på skemaet.
1972: På grund af USA's engagement i Vietnam passerede 1.268 officers-elever gennem fortets auditorier dette år mod 703 fem år før.
1980'erne: Som praktiseret igennem alle årene lancerede Fort Leavenworth nye seminarer for at udvikle egnede folk til specialister på deres felt; f.eks. Combined Arms and Service Staff School, der havde plads til 4.500 studerende efter 1985.